# Nasreddin

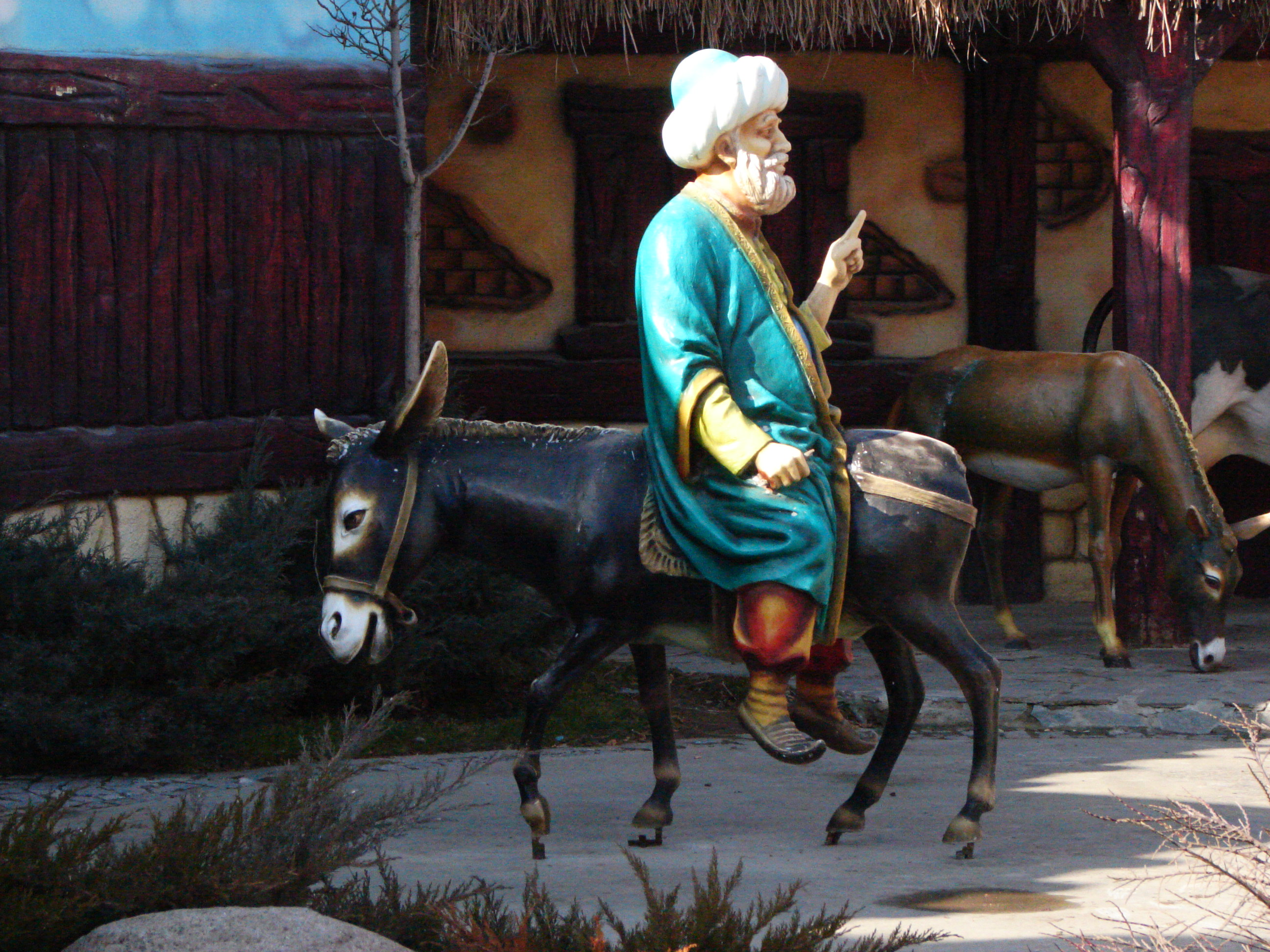
Statue von Nasreddin auf dem Esel in einem Vergnügungspark in Ankara.

Hodscha Nasreddin (osmanisch نصر الدين خواجه Nasreddîn Hoca, İA Nasreddīn Ḫoca) ist der Name des prominentesten Protagonisten humoristischer prosaischer Geschichten im gesamten türkisch-islamisch beeinflussten Raum vom Balkan bis zu den Turkvölkern Zentralasiens. Seine historische Existenz ist nicht gesichert; es wird angenommen, dass er im 13./14. Jahrhundert in Akşehir im südwestlichen Anatolien gelebt hat.

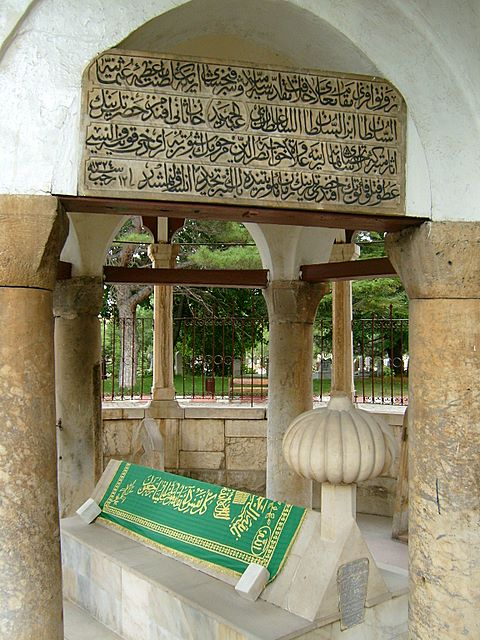
Nasreddin-Hoca-Mausoleum (Türbe) in Akşehir

Für das südwestanatolische Akşehir als Ort seines Wirkens spricht ein Mausoleum mit seinem Namen, das sich dort befindet.

## Namen
Nasreddin trägt im gesamten Entstehungs- und Verbreitungsgebiet der Anekdoten – sprachlich und kulturell bedingt – verschiedene Namen. Dieselbe Figur, die auf Türkisch Nasreddin Hoca genannt wird, ist auf Azeri als Molla Nəsrəddin, auf Kasachisch als Қожанасыр Ķožanasyr sowie in China auf Uigurisch als نەسىرىدىن ئەپەندى Əpəndi Nəsiridin und auf Chinesisch als 阿凡提 Āfántí (abgeleitet von Efendi) bekannt. Außerdem ist die Figur in weiten Teilen des persischen Sprachgebietes als Mollah Nasreddin (persisch ملا نصر الدين, DMG Molā Naṣro'd-Dīn) bekannt.

## Geschichte
Die ersten Anekdoten über Nasreddin Hoca in türkischsprachigen Quellen befinden sich in der سالتوق نامه Saltuḳ-nāme von Ebülhayri Rumi (gest. 1480) und in لطائف Letāʾif von Lamiî Çelebi (gest. 1531). Lamiî Çelebi gibt Nasreddin Hoca als Zeitgenossen von Şeyyad Hamza (14. Jahrhundert) an. In der populären Tradition hat sich allerdings die Auffassung durchgesetzt, die auf den osmanischen Reisenden Evliya Çelebi zurückgeht. Evliya Çelebi schreibt im 17. Jahrhundert über seine Reise zum vermuteten Grabmal Nasreddin Hocas in Akşehir und gibt dabei eine Anekdote an, in der Nasreddin Hoca mit Timur (gest. 1405) auftritt. Versuche, die Person Nasreddin zu historisieren, gelten allerdings als spekulativ. Auf historischen Stiftungsurkunden (Vakfiye) aus den Jahren 1257 und 1266 gibt es einen Verweis auf eine Person namens نصر الدين خواجه Nasreddīn Ḫoca, die vor den Qādī treten musste. Ob es sich um die gleiche Person handelt, bleibt unklar.
Vor der weiten Verbreitung gedruckter Bücher erfolgte die Überlieferung vor allem mündlich, eine Tradition, die sich unter anderem in der Türkei bis heute erhalten hat. Hier finden regelmäßig Hoca-Nasreddin-Festivals statt, in denen seine Witze inszeniert werden. Die meisten Bücher mit Witzen von Hoca Nasreddin sind in der Türkei erschienen, doch gibt es auch dort nur wenige umfangreiche Sammlungen.
Manchmal spielt Nasreddin in seinen Witzen die Rolle eines schlauen, manchmal die eines dummen Menschen.
Bedingt durch die weite geographische Verbreitung und die lange zeitliche Überlieferung wurden Nasreddin immer wieder neue Geschichten zugeschrieben. So konnte es nicht ausbleiben, dass die ihm zugeschriebenen Witze eine bunte Mischung aus Volksweisheit, Schlauheit, aber auch derben oder anzüglichen Inhalten sind. Einige seiner Witze wurden in Derwischkreisen allegorisch gedeutet, wie eine frühe Handschrift zeigt.
Ihm wurden allerlei witzige, humorvolle oder schwankhafte Erzählungen nachträglich zugeschrieben (wie beispielsweise die von Dschuha). In vielen Erzählungen spielt er einfach eine Witzfigur wie Klein Fritzchen, in anderen eine Art Till Eulenspiegel, wobei es durchaus Ähnlichkeiten in den Geschichten zu Eulenspiegel gibt (siehe beispielsweise Der Klang des Geldes, die vergleichbar bei Till Eulenspiegel oder in Grimms Märchen vorkommt). Von Italien bis Indien ist er in allen islamisch und christlich geprägten Regionen bekannt, und ihm werden vielerorts lokale Ereignisse zugeschrieben. Nasraddin oder Nostradin wird von den meisten Völkern der oben erwähnten Regionen für sich beansprucht, aber seine ethnische Zugehörigkeit bleibt weiterhin unbekannt.

## Rezeption
Der rumänische Lyriker und Komponist Anton Pann verfasste im 19. Jh. die Năzdrăvăniile lui Nastratin Hogea, eine Reihe von Erzählungen über Nasreddin. Der sowjetische Schriftsteller Leonid Solowjow widmete sich in seinem Werk mehrfach dem Nasreddin-Stoff. Der sowjetische Spielfilm Nasreddin in Buchara entstand 1943 auf Grundlage seines Romans Der Unruhestifter. Im deutschsprachigen Raum wurde die Figur als Hodscha Nassr-Ed-Din Effendi erstmals durch Gregor von Rezzoris 1953 erschienenen Maghrebinischen Geschichten einem größeren Publikum bekannt. Die TV-Trickserie Nasreddin Hoca Zaman Yolcusu entstand in der Türkei.
Im Jahr 2022 wurde die Erzähltradition der Nasreddin-Anekdoten von der UNESCO in die Repräsentative Liste des immateriellen Kulturerbes der Menschheit aufgenommen.